# ボヘミア族
ボヘミア族 (英語: Bohemians)、チェコ族 (チェコ語: České kmeny)、ベヘマンニ族 (ラテン語: Behemanni)、ボヘミア・スラヴ人 (ラテン語: Bohemos Slavos, Boemanos Sclavos)は、ボヘミア（現在のチェコ共和国）にいた初期スラヴ人部族。この地は870年ごろからボヘミア公国として知られるようになった。

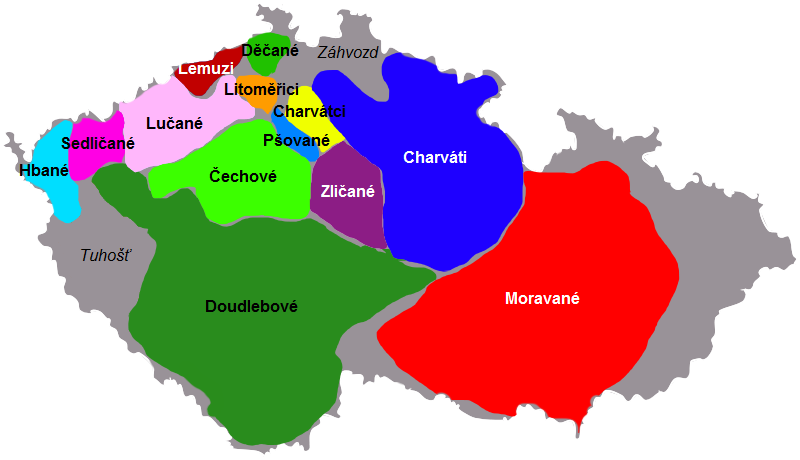
現在のチェコ共和国の領域にいたボヘミア諸部族とモラヴィア族（赤）の領域

11世紀のボヘミア公国。神聖ローマ帝国の帝国等族となっている。

## 歴史
民族移動時代にゲルマン人が立ち去った後のボヘミアに、6世紀にスラヴ人が入ってきた。歴史家のドゥシャン・トジェシティクによれば、彼らは530年にモラヴィアの門 (Moravská brána)を通って東ボヘミアに入り、ラベ川 (エルベ川)とヴルタヴァ川 (モルダウ)を超えてボヘミア中部に入ったという。さらにこの後7世紀前半に南からスラヴ人が入ってきたという説があり、大部分の歴史家はこれを支持している。彼らは近隣のアヴァール人との戦いの末にサモを受け入れ、サモ王国の一部となった。
805年、カール大帝の息子カールが、レフを長とするボヘミア族を攻撃した。
9世紀後半のバイエルンの地理学者は、ボヘミア族をベヘイマーレ(Beheimare)と呼び、15のキウィタスがあると記録している。

## その後
870年ごろ、歴史に残る中で最初のボヘミア公ボジヴォイが現れた。彼がプシェミスル朝の祖にあたる。
プラハのコスマス (1045年–1125年)は1119年に「ボヘミア族の年代記」を著した。この年代記はボヘミアの建国伝説として、初期ボヘミア族のボヘムス公、クロク公およびその三人の娘が600年ごろにボヘミア国家を建設したこと、三人のうちの末娘であるリブシェと農夫農夫プシェミスルの結婚によりプシェミスル朝が誕生したこと、伝説的で凄惨な闘争、ボジヴォイ1世によるボヘミアのキリスト教化、ヴァーツラフ1世とその祖母聖リュドミラ、3人のボレスラフ（ボレスラフ1世、ボレスラフ2世、ボレスラフ3世）による治世、聖アダルベルトと1000年以降の血生臭い戦争といった物語を伝えている。